# Millepora complanata
Millepora complanata is een hydroïdpoliep uit de familie Milleporidae. De poliep komt uit het geslacht Millepora. Millepora complanata werd in 1816 voor het eerst wetenschappelijk beschreven door Lamarck. 